# San Lorenzo (Córdova)
San Lorenzo é uma comuna da província de Córdoba, na Argentina.